# Dysstroma scalata
Dysstroma scalata là một loài bướm đêm trong họ Geometridae.